# Orquestra Sinfônica de Viena

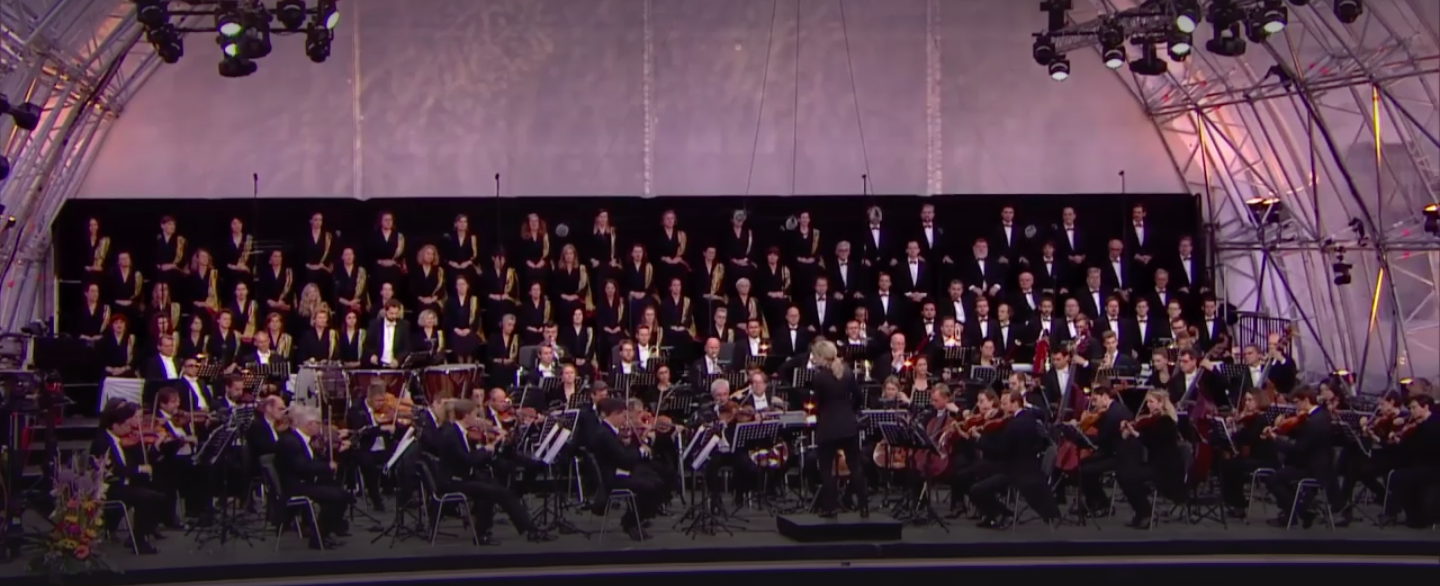
Ode an die Freude nach der Corona-Pandemie

A Orquestra Sinfônica de Viena ou Orquestra Sinfónica de Viena (em alemão:  Wiener Symphoniker) é uma orquestra baseada em Viena, na Áustria.
Em 1900, Ferdinand Löwe fundou a orquestra como Sociedade do Concerto de Viena (em alemão: Wiener Concertverein). Em 1913 a orquestra foi para o Konzerthaus, em Viena. Em 1933 a orquestra adquiriu o nome atual. A orquestra foi introduzida no rádio a partir da década de 1920 e sobreviveu a invasão da Áustria em 1938 e tornou-se incorporada a Orquestras com Cultura Alemã. 
O primeiro concerto pós-guerra aconteceu dia 16 de setembro de 1945, apresentando a obra Sinfonia n.º 3 de Gustav Mahler. Sob a direção de Josef Krips, reconstruíram-se rapidamente e depois de dez anos de isolação eles viajaram para o Festival Bregenz, no verão de 1946. O ano de 1946 também marcou como o início do mandato do maestro Herbert von Karajan, que, como maestro principal da orquestra, trabalhou com a orquestra na "Séries Karajan" de concertos, viajando pela Europa e pela América do Norte. Em 1959 a orquestra fez uma apresentação para o Papa João XXIII no Vaticano, conduzida pelo maestro Wolfgang Sawallisch.
Sob a direção de Sawalisch a orquestra realizou uma turnê pelos Estados Unidos em 1964, e em 1967 fizeram outra turnê pelos Estados Unidos e também Japão. Sob o mandato dele, também foi incluída a abertura do Theater an der Wien, em 1962.
Em 1986 Georges Prêtre tornou-se o maestro principal convidado e serviu nesse cargo até a chegada de Rafael Frühbeck de Burgos como maestro principal, em 1991. Vladimir Fedosejev tornou-se o maestro chefe em 1997 e serviu nesse posto até 2005. Desde 2005, o maestro Fabio Luisi comanda a orquestra.

## Maestros Chefes
- 1900-1925 Ferdinand Löwe
- 1920-1932 Wilhelm Furtwängler (como diretor do Gesellschaft der Musikfreunde)
- 1933-1945 Oswald Kabasta
- 1946-1948 Hans Swarowsky
- 1948-1960 Herbert von Karajan (como diretor do Gesellschaft der Musikfreunde)
- 1960-1970 Wolfgang Sawallisch
- 1970-1973 Josef Krips
- 1973-1976 Carlo Maria Giulini
- 1980-1982 Gennady Rozhdestvensky
- 1986-1991 Georges Prêtre
- 1991-1996 Rafael Frühbeck de Burgos
- 1997-2005 Vladimir Fedoseyev
- 2005-Pres. Fabio Luisi